# 山下喜光
山下喜光，日本男性動畫作畫監督，人物設定師。以「BEE TRAIN」動畫公司作為工作活動的據點。

## 主要參與的作品
- 烏龍派出所（2000年、2003年）：原畫(191話 298話)
- 戀愛小魔女（2003年）：作畫監督(2話)、原畫(2話 23話)
- MADLAX（2004年）：作畫監督(13話)
- 琉球武士瘋雲錄（2004年）：作畫監督(17話 22話 26話)、原畫(1話 5話 19話 21話)
- BLOOD+（2005年）：原畫(OP)
- TSUBASA翼（2005年－2006年）：作畫監督(第1季：12話 19話 24話　第2季：4話 11話 15話 20話 25話)
- 吟遊默示錄 wieder（2006年）：人物設計、作畫監督(OP ED 1話 5話 10話 13話)
- 魔女狩獵者（2007年）：作畫監督(18話 24話)
- 無限住人（2008年）：人物設計、作畫監督(OP ED 1話 7話)、原畫(2話)
- Phantom ～Requiem for the Phantom～（2009年）：人物設計 ※共同
- 科學超電磁砲（2009年）：作畫監督(10話)
- 江戶盜賊團五葉（2010年）：總作畫監督
- 戰國鬼才傳（2011年）：人物設計 ※共同
- 坂道上的阿波羅（2012年）：總作畫監督
- 心連·情結（2012年）：作畫監督協力(5話 6話 7話 8話 9話 13話)
- 蟲奉行（2013年）：人物設計
- 武士弗拉明戈（2013年）：人物設計
- 星刻龍騎士（2014年）：龍的造型設計、總作畫監督(2話 4話 6話 8話 9話)
- 東京殘響（2014年）：作畫監督(6話 9話 11話)
- 巴哈姆特之怒 GENESIS（2014年）：作畫監督(4話)
- 黑子的籃球 第3季（2015年）：作畫監督(67話)

### OVA
- 殺戮公主（2007年）：人物設計、作畫監督(1話 6話)

### 相關項目
- BEE TRAIN

## 外部連結
- （日語）山下喜光的X（前Twitter）
- （日語）動畫公司BEE TRAIN官方網頁 （页面存档备份，存于）